# 合理主義哲学
合理主義哲学（ごうりしゅぎてつがく、英: Rationalism）は、17-18世紀の近代哲学・認識論における一派。大陸合理主義（英: Continental Rationalism）、大陸合理論とも呼ばれる。

## 解説
大陸合理主義の思想的内容は、通常、当時のイギリスにおいてロック、ヒュームらによって担われていたいわゆるイギリス経験論との対比で、ヨーロッパ大陸側の傾向として理解される。イギリス経験論において人間は経験を通じて様々な観念・概念を獲得すると考えるのに対し、大陸合理主義においては、人間は生得的に理性を与えられ、基本的な観念・概念の一部をもつ、もしくはそれを獲得する能力をもつと考える。
また、理性の能力を用いた内省・反省を通じて原理を捉え、そこからあらゆる法則を演繹しようとする演繹法が真理の探求の方法とされた。
17世紀、フランスのデカルトに始まり、オランダのスピノザ、ドイツのライプニッツやヴォルフ、フランスのマールブランシュなどによって継承・展開された。
今日広く普及している西洋哲学史観では、18世紀にカントによって合理主義と経験論の総合が行われたという見方がなされている。

## ルーツ
大陸合理主義のルーツは、スコラ学、ひいてはアリストテレス（の『オルガノン』（論理学））や『ユークリッド原論』（数学・幾何学）にある。アリストテレスは、「蓋然的」な要素を排除した、「真にして第一の前提」（第一原理）から演繹的に構築される、厳密に形式化され、自己完結した体系（恒真（apodictic）的な「論証」（demonstration））しか、「学知」（エピステーメー）としては認めなかった。そうであればこそ、「学知」は他の経験的な思い込みとは区別され、信頼に足る普遍的・汎通的な知の体系としての地位を保証されることになる、という発想である。数学（幾何学）の基礎を築いた『ユークリッド原論』もまた、絶対的な「公理」「公準」をまず設定し、自己完結的に形式化された体系を導く構成になっている。これが西洋の「学知観」に決定的な影響を与えており、大陸合理主義（やカント）もその延長線上にある。また、もちろんこのような営みを可能たらしめるためには、経験によらずに先天的（アプリオリ）にそれを進めていける能力、すなわち「理性」が人間に付与されているはずだという、ある種の「信念」「信仰」を必要とする。したがって、ここで言う「合理主義」は、「形式主義」とか「（自己）完結主義」、あるいは「理性主義」などとも言い換えることができる類のものである。逆に、フランシス・ベーコン、イギリス経験論、自然科学（実証主義）などは、このような拙速な「形式主義」「自己完結主義」「理性主義」から離れ、着実にこの物理世界の「内実」「真相」に近づき、解き明かしていける道を求めて、踏み出して行った流れであると言える。

## 批判と継承
- 「前提や形式自体が誤っていたら？」
- 「前提や形式もまた経験的に形成・獲得されたものではないのか？」
- 「経験や物理世界の検証を受けないならば、好き勝手に前提や論を作成・設定できてしまう（独断論に陥ってしまう）のでは？」

等々、我々が少し考えてもわかるように、この大陸合理主義には多分に怪しさが孕まれているし、自然科学が発達した現代においては、経験主義・実証主義の方が信頼に足るということは自明だと言える。とりわけこういった問題は、形而上学分野において、深刻かつ顕著に現れる。実際当時も独断論が乱立し、収拾がつかない状態になっていた。そこでイマヌエル・カントは、大陸合理主義から「理性」に対する「信仰」を継承し、「理性」が実在することを前提としつつ、その性質の批判（吟味）から出発する一方、あらゆる認識は経験から始まることを認め、しかしながら「理性」の働き自体は感性界（物理世界・因果律）のみに留まらず、そこを超えた叡智界の自己完結的「道徳法則」を生み出すにまで及ぶ、といった具合に、合理主義と経験主義のある種の「折衷案」を考え、大陸合理主義的な「形式性」「自己完結性」、そして「理性への信頼・信仰」を、保全しようとした。そういった現実度外視の規範的・自己完結的な社会思想家・哲学者、あるいは神学者などを除けば、大陸合理主義の継承と言えるものは、元々それと相性がいい分野、すなわち「論理学」「数学」分野にしか事実上ない。とりわけ19世紀から20世紀にかけて、ジョージ・ブール、ゴットロープ・フレーゲ、バートランド・ラッセル、ルートヴィヒ・ウィトゲンシュタイン、ダフィット・ヒルベルト等々の人々による成果として、「論理と数学の統合」（数理論理学、数学の論理主義）や、その「形式化」（形式主義）が進むと、もはや論理や数学は、現実の物理世界との一致性や、実用性、意味、直観などを一切度外視した、形式的な「公理と推論規則」のみから成り、ブツ切れのまま情報空間に漂う自己完結的な「系」「ゲーム」群としての容貌を整えていくことになり、ある面で大陸合理主義、ひいてはアリストテレスやユークリッドの「正統な後継者」としての様相を呈するようになっている。（とはいえ、その「ゲーム」の遂行者たる人間なりコンピュータなりが、「経験」や「実装」を通じて、そのルールを身に付けなくてはならない、そして、同じようにそれを身に付けたプレイヤー達との「共通前提」「共通プロトコル」を通じてのみ、「言語ゲーム」としてそれをやりとりできるようになるという点では、相も変わらず経験主義的批判の範疇内にいることに変わりは無い。）

## 主な論者
- ルネ・デカルト
- バールーフ・デ・スピノザ
- ゴットフリート・ライプニッツ
- ニコラ・ド・マルブランシュ